# NGC 6957
NGC 6957 is een spiraalvormig sterrenstelsel in het sterrenbeeld Dolfijn. Het hemelobject werd op 28 juni 1863 ontdekt door de Duitse astronoom Albert Marth.

## Synoniemen
- ZWG 374.7
- PGC 65302